# Мілоґуже
Мілоґуже (пол. Miłogórze, нім. Liewenberg) — село в Польщі, у гміні Лідзбарк-Вармінський Лідзбарського повіту Вармінсько-Мазурського воєводства.
Населення — 308 осіб (2011).
У 1975-1998 роках село належало до Ольштинського воєводства.

## Демографія
Демографічна структура станом на 31 березня 2011 року:
|          | Загалом | Допрацездатний вік | Працездатний вік | Постпрацездатний вік |
| -------- | ------- | ------------------ | ---------------- | -------------------- |
| Чоловіки | 158     | 43                 | 110              | 5                    |
| Жінки    | 150     | 33                 | 93               | 24                   |
| Разом    | 308     | 76                 | 203              | 29                   |